# 奧羅諾湖
奧羅諾湖是俄羅斯的湖泊，由普斯科夫州負責管轄，面積5.79平方公里，集水區面積162.9平方公里，平均水深6米，最大水深20米，湖畔城鎮有謝別日。